# Crveni naprstak
Crveni naprstak (naprstak crveni, pustikara crvena, grimizni naprstak, lat. Digitalis purpurea) je biljka cvjetnica iz roda Digitalis i porodice Plantaginaceae ili trpučevki, udomaćena i raširena u cijeloj Europi, a naturalizirana je i u nekim dijelovima Sjeverne Amerike. Ova je biljka prvotni izvor srčanog lijeka znanog kao digoxin, odnosno digitalis te digitalin.
Svi dijelovi biljke su izuzetno otrovni, a zbog crvenopurpurnih cvjetova skupljenih u duge grozdove izgleda veoma dekorativno. Stabljika je uspravna i može narasti do 200 centimetara. Plod je kapsula s mnogo sjemenki.

## Podvrste
1. Digitalis purpurea subsp. amandiana (Samp.) P.A. Hinz
2. Digitalis purpurea subsp. bocquetii B. Valdés
3. Digitalis purpurea subsp. carpetana (Rivas Mateos) S. Rivas-Martínez, F. Fernández González & D. Sánche
4. Digitalis purpurea subsp. mauretanica (Humbert & Maire) A.M. Romo
5. Digitalis purpurea subsp. nevadensis (Kunze) S. Rivas-Martínez, F. Fernández González & D. Sánchez-Mata
6. Digitalis purpurea subsp. purpurea
7. Digitalis purpurea subsp. toletana (Font Quer) P.A. Hinz

- D. purpurea u Schwetzinger Hardtu
- D. purpurea u Schwetzinger Hardtu, cvijet
- D. purpurea
- D. purpurea, listovi
- D. purpurea, plodovi
- D. purpurea, plodovi
- D. purpurea, mlada zasađena biljka